# Каменский сельсовет (Кормянский район)
Каменский сельсовет (белор. Каменскі сельсавет; до 1929 года — Курганицкий) — упразднённая административная единица на территории Кормянского района Гомельской области Республики Беларусь. Административный центр — деревня Кучин.

## История
Образован 20 августа 1924 года в составе Кормянского района Могилёвского округа БССР. 5 августа 1929 года переименован в Курганицкий сельсовет. После упразднения окружной системы 26 июля 1930 года в Кормянском районе БССР. С 20 февраля 1938 года в составе Гомельской области. С 25 декабря 1962 года сельсовет в составе Рогачевского района, с 6 января 1965 года — в составе Чечерского района. 30 июня 1966 года переименован в Каменский сельсовет. С 30 июля 1966 года в составе восстановленного Кормянского района.
11 января 2023 года Барсуковский и Каменский сельсоветы Кормянского района Гомельской области объединены в одну административно-территориальную единицу — Барсуковский сельсовет, с включением в его состав земельных участков Каменского сельсовета.

## Состав
Каменский сельсовет включает 7 населённых пунктов:
- Березовка — деревня
- Бор — деревня
- Каменка — деревня
- Кучин — деревня
- Лебедевка — деревня
- Покровский — посёлок
- Яновка — деревня